# Himfi Benedek
Himfi Benedek (? – 1380. október) bolgár bán.

## Életrajza
A Veszprém vármegyében birtokos Szalók nemzetségből származott, Döbröntei Him fia Pálnak a fia. Neve 1343-tól szerepelt az írott források között. 1347-től mint udvari vitézt, udvari lovagot említették, ekkortól a stratégiailag fontos megyék ispáni tisztét töltötte be: 1352-től somlói várnagy, 1357-től komáromi, 1358-tól pilisi, 1360-1362 között szatmári, máramarosi, ugocsai, 1365-1366 között krassói és kevei, 1369-1370 között vasi, soproni, 1371-től 1375-ig temesi, csanádi, 1379-től 1380-ig pozsonyi, bakonyi, győri, fejéri és komáromi ispán volt.
1357-ben I. Lajos király embereként részt vett a velencei hadjáratban. 1365-1366-ban öccsével, Himfi Péterrel együtt nagy szerepet játszott I. Lajos király balkáni bolgár és havasalföldi politikájában. 1373-ban részt vett a II. velencei hadjáratban. 1379-ben pedig tagja volt a torinói békét előkészítő magyar követségnek is.
Avignonban követségben járt a pápánál; követsége idején a maga és családja számára búcsút és különböző pápai engedélyeket eszközölt ki. Művelt ember és nagy mecénás volt: családjával, ismerőseivel és jobbágyaival latinul levelezett, kápolnát alapított, ferences és domonkos rendi káptalani gyűlés költségeit fedezte. Gyóntatója a ferences Budai János sebesi gvárdián volt. 
Életének regényes motívumaként említhető Margit leányának 1375-ben (újabb kutatások szerint jóval később, 1391, vagyis Himfi Benedek halála után) a törökök általi elrablása, akit Kréta szigetén rabszolgának adtak el. Apja 1376-ban szentföldi zarándoklat címén indult a keresésére. Himfi Margit végül 1405 körül, apja halála után Marcali Miklós személyes közbenjárását követően került vissza Magyarországra.